# شبوطيات الشكل
شبوطيات الشكل (الاسم العلمي: Cypriniformes) هي رتبة من الأسماك تتبع طبقة الأوستاريفيات من طائفة شعاعيات الزعانف. رغم اشتراكها مع باقي الأسماك العظمية بوجود الحصيات الأذنية الداخلية (الجهاز الويبري) إلاّ أن أنواع رتبة الشبوطيات تتميز بوجود زعنفة ظهرية واحدة وأسنان بلعومية. أكبر فصائل أشكال الشبوطيات هي عائلة الشبوطيات، أكبر فصائل الأسماك انتشاراً وتضم أنواع الشبوط والمنوة التي تنتشر في كل قارات العالم عدا أستراليا. قد توجد بعض أنواع هذه الرتبة في المياه الشروب/المجّة، إلاّ أنها جميعها تعيش في المياه العذبة طيلة مراحل حياتها.

## التصنيف
- الشبوطيات وأشباهها
  - الشبوطيات
    - الدانيواوات